# Posta prioritaria
Con il nome di posta prioritaria o espressa (dizione usata ad esempio nella Città del Vaticano) si indica in molti sistemi postali un servizio di consegna celere per il quale il cliente paga una sovrapprezzo. Internazionalmente è nota come Priority Mail.

## Poste Italiane

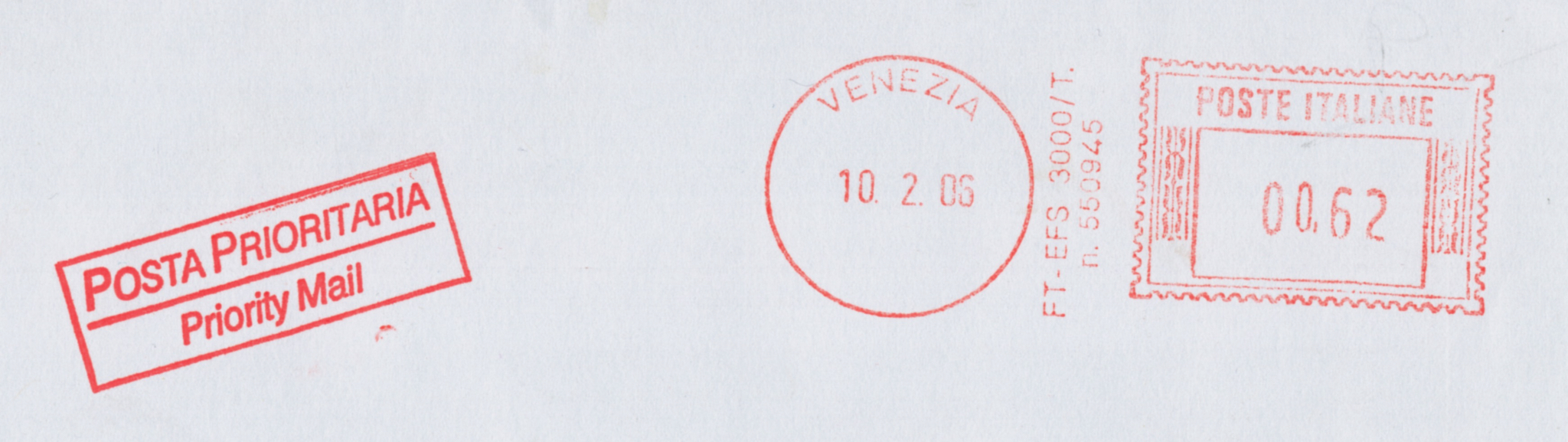
Affrancatura meccanica per la posta prioritaria.

Il servizio universale di posta prioritaria è nato nel 1999 come prodotto che garantiva, ad un prezzo superiore, una rapidità di consegne maggiore rispetto alla posta ordinaria (l'obiettivo dichiarato era quello della consegna in giornata per la posta urbana e nella giornata successiva per le altre destinazioni). Dal maggio 2006 al settembre 2015, non è esistita la posta ordinaria, e gli invii avvenivano tutti per posta prioritaria.  Dal primo ottobre 2015, il servizio di posta prioritaria è offerto da Poste Italiane con il nome di Posta 1.
Il servizio consiste nella raccolta e nella consegna celere di lettere e piccoli pacchi in Italia. Per estero il servizio è denominato Postapriority Internazionale. Il plico deve contenere solo corrispondenza od oggetti che non superino le dimensioni di 250 x 353 x 50 mm e il peso di 2 kg. Negli Uffici Postali e sul sito internet di Poste Italiane è disponibile un elenco specifico degli oggetti non ammessi alla spedizione.
Il pagamento del servizio può avvenire mediante l'applicazione di francobolli (per la spedizione da cassetta di impostazione) o direttamente alla consegna dell'oggetto allo sportello postale.
Il prezzo varia a seconda della fascia di peso e del formato. La tariffa base, dal 1º dicembre 2014 a tutto il 2015, era di 0,80 €, mentre dal 1º gennaio 2013 al 30 novembre 2014 era di 0,70 €. Sino al 31 dicembre 2012 era 0,60 €, risultato dell'arrotondamento di quella precedente di 0,62 € (corrispondenti a 1200 lire), imposto a partire dal 1º gennaio 2004 (nella stessa occasione, invece, il francobollo di posta ordinaria veniva arrotondato in aumento, passando da 41 a 45 centesimi).

### Tariffe in vigore dal 10 gennaio 2017[4]
| Scaglioni di peso           | Formato Piccolo e Medio Standard | Extra standard o qualunque formato non standard |
| --------------------------- | -------------------------------- | ----------------------------------------------- |
| fino a 100 g                | 2,80                             | 4,00                                            |
| Oltre 100 g e fino a 500 g  | 5,50                             | 6,50                                            |
| Oltre 500 g e fino a 2000 g | 7,00                             | 8,00                                            |

### Tariffe in vigore dal 3 luglio 2018 (da verificare)
| Scaglioni di peso            | Piccolo standard | Medio standard | Extra standard o qualunque formato non standard |
| ---------------------------- | ---------------- | -------------- | ----------------------------------------------- |
| fino a 20 g                  | 1,10             | 2,60           | 2,80                                            |
| Oltre 20 g e fino a 50 g     | 2,60             | 2,60           | 2,90                                            |
| Oltre 50 g e fino a 100 g    | ---              | 2,70           | 3,80                                            |
| Oltre 100 g e fino a 250 g   | ---              | 3,60           | 4,80                                            |
| Oltre 250 g e fino a 350 g   | ---              | 4,60           | 5,60                                            |
| Oltre 350 g e fino a 1000 g  | ---              | 5,40           | 6,20                                            |
| Oltre 1000 g e fino a 2000 g | ---              | 6,00           | 6,50                                            |

### Tariffe in vigore dal 24 luglio 2023
| Scaglioni di peso           | Formato Piccolo e Medio Standard | Extra standard o qualunque formato non standard |
| --------------------------- | -------------------------------- | ----------------------------------------------- |
| fino a 100 g                | 2,90                             | 4,10                                            |
| Oltre 100 g e fino a 500 g  | 5,70                             | 6,70                                            |
| Oltre 500 g e fino a 2000 g | 7,25                             | 8,25                                            |

### Definizione dei formati
| Dimensioni *   | Tutti (minimo) | Piccolo (fino a) | Medio (fino a) | Extra (fino a) |
| Altezza (mm)   | 90             | 120              | 250            | 250            |
| Lunghezza (mm) | 140            | 235              | 353            | 353            |
| Spessore (mm)  | 0,15           | 5                | 25             | 50             |
| Peso (g)       | 3              | 50               | 2000           | 2000           |

Agli invii che non rispettano lo standard di confezionamento si applicano tariffe/prezzi previsti per il formato Extra. Agli invii con dimensioni del formato Extra, che non rispettano lo standard di confezionamento, si applicano tariffe/prezzi dello scaglione di peso successivo.
Invii non rettangolari (quadrati, cilindrici ecc.): da considerarsi sempre di formato Extra.
Invii di forma cilindrica: la somma della lunghezza più due volte il diametro non deve essere inferiore a 170 mm e superiore a 1040 mm. La dimensione più grande deve essere compresa tra 100 mm e 900 mm.
Le misure prevedono che la lunghezza sia maggiore o uguale a 1,4 volte l'altezza.